# شخصانية

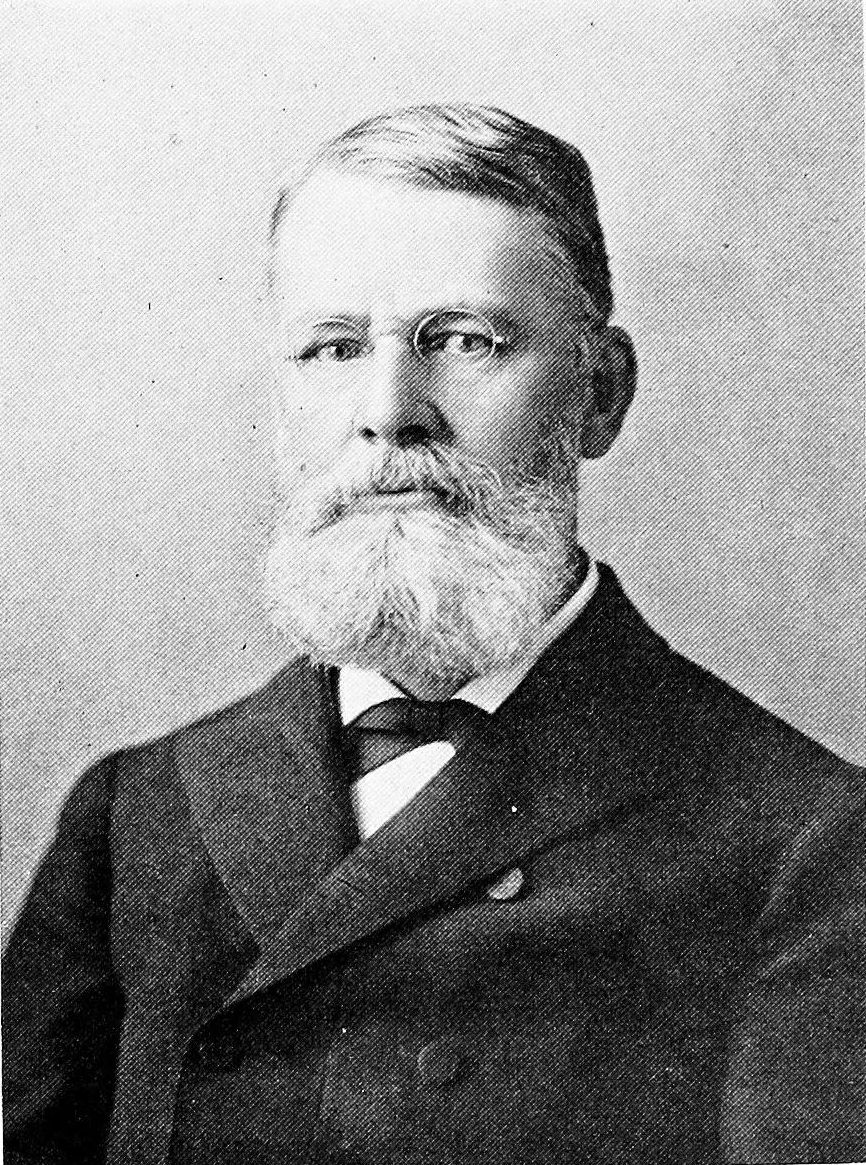

الشخصانية تيار فلسفي مثالي انتشر في الفلسفتين الأمريكية والفرنسية في بداية القرن العشرين. ويعبر جوهره عن مذهب أخلاقي واجتماعي مبني على القول: إن للشخص الإنساني قيمة مطلقة، من حيث اتصافه بصفات تمكّنه من المشاركة العقلية والوجدانية في العلاقات الإنسانية، وتهدف إلى تحقيق وجوده كفرد. والشخصانية بهذا المعنى هي دراسة تأريخية واجتماعية للفرد وهو يتطور من شخصية إلى أخرى، مع الأخذ بعين الاعتبار ما يتحلى به الفرد من أصالة في التفكير، وإبداع في التخيل، ودقة في الشعور، وقوة في التعبير، أي جميع الصفات التي تميز أسلوبه الشخصي، رأيه وهويته التي تميزه من غيره. 

## لمحة عامة
في موسوعة ستانفورد الفلسفية، أشار الباحث توماس دي. ويليامز إلى تعدد «المدارس» المتَّبِعة أخلاقيات و«رؤية كونية» «شخصانية»:
للشخصانية نُسخ عديدة، وهذا يصعّب تعريفها إلى حد ما من ناحية كونها حركة فلسفية ولاهوتية. في قلب مدارس فلسفية عديدة مفكرٌ أو عمل يكون بمنزلة أساس نموذجي معتمَد. أما الشخصانية، فهي أكثر انتشارًا وانتقائية، وليس لها مثل تلك المرجعيات العالمية. في الحقيقة، من الأنسب أن نتناول في كلامنا عدة شخصانيات، لا شخصانية واحدة. كتب جاك ماريتان في عام 1947 أن للشخصانية دستة مذاهب على الأقل، لا يَجمع بينها غالبًا إلا كلمة «شخص». وفوق ذلك، فإنّ بعض الصور السائدة للشخصانية تشدِّد ذاتية الشخص، ومتصِلة بالظاهراتية والوجودية، فلم تخضع من ثم لدراسات منهجية. ربما الأنسب الحديث عنها بوصفها «تيارًا» أو «نظرة كونية» أوسع، لأنها تمثّل أكثر من مدرسة أو مذهب، في حين أن بين أهمّ صورها بعض الأساسيات المشتركة، مثل تأكيدها عمومًا مركزية الشخص بالنسبة للفكر الفلسفي. تُسلِّم الشخصانية بأن للشخصية –بشرية أو إلهية (عند معظم الشخصانيِّين على الأقل)– قيمة وحقيقة مطلقتَين. إنها تشدّد على أهمية الشخص وتفرُّده وحُرمته، بالإضافة إلى بُعده الجماعاني أو العلائقي. ينطبق مصطلح «الشخصانية» من ثم على أي مدرسة فكرية تدور حول حقيقة الأشخاص والوضع الفريد لكل منهم بين الكائنات عمومًا، وعادة ما يُقر الشخصانيون بالمساهمات غير المباشرة لعديد من المفكرين عبر تاريخ الفلسفة، مفكرين لم يعدّوا أنفسهم شخصانيين. يرى الشخصانيون أن الشخص الإنساني ينبغي أن يكون المنطلق الأنطولوجي والإبستمولوجي للفكر الفلسفي. وهُم معنيون بدراسة تجربة الإنسان وحاله وكرامته بوصفه شخصًا، ويعدون هذا منطلق كل التحليلات الفلسفية اللاحقة. 

## شخصانية بيرديائيف
كان نيقولاي ألكسندروفيتش بيرديائيف (1874–1948) فيلسوفًا سياسيًا ودينيًا روسيًا، اعتنى بحرية الإنسان وذاتيته وإبداعه. 

## شخصانية مونير
في فرنسا، كان إيمانويل مونير (1905–1950) الداعي الرئيس للشخصانية، التي اتخذها محورًا لمجلة إسبريت التي ما زالت حتى الآن، وانتقدت تحت إدارة جان ماري دوميناك اللجوءَ إلى التعذيب في الحرب الجزائرية. عُدت الشخصانية بديلًا لليبرالية والماركسية، بديلًا يحترم حقوق الإنسان والشخصية الإنسانية بلا إفراط في الجماعية. كان لشخصانية مونير أثر كبير في فرنسا، خصوصًا الحركات السياسية، كحركة مارك سانغيير رابطة جمهورية الشباب التي تأسست في عام 1912.
قرَن زئيف ستيرنهيل (يهودي مضاد للفاشية) الشخصانية بالفاشية بطريقة مثيرة جدًا للجدل، زاعمًا أن شخصانية مونير «تشارك الفاشية في أفكار وردود أفعال سياسية»، وأن «ثورته على الفردانية والمادية» كانت ستؤديه إلى أيديولوجية الفاشية. 

## الشخصانية الكاثوليكية
بعد كتابات دوروثي داي، نشأت شخصانية مسيحية مميزة في القرن العشرين، كان أهم منظِّريها الفيلسوف البولندي كارول فويتيالا (الذي صار البابا يوحنا بولس الثاني). اقترح في كتابه الحب والمسؤولية الذي صدر في عام 1960 ما سمّاه «المعيار الشخصاني».
المبدأ الأول في الشخصانية المسيحية هو أن الأشخاص لا يجوز استغلالهم، وإنما احترامهم وحبّهم. في دستور السعادة والأمل، صاغ المَجمع الفاتيكاني الثاني ما صار يُعد أهم تعبير عن هذه الشخصانية: «الإنسان هو المخلوق الوحيد على الأرض الذي شاءه الله لمحض ذاته، ولا يسعه أن يجد ذاته إلا بأن يهب نفسه وهبًا مخلصًا».